# بسکتبال مردان یوسی‌ال‌ای برونز
بسکتبال مردان یوسی‌ال‌ای برونز (به انگلیسی: UCLA Bruins men's basketball) تیم بسکتبال دانشگاه کالیفرنیا، لس‌آنجلس که رکورد بیشترین قهرمانی در مسابقات قهرمانی لیگ بسکتبال دانشجویی -با ۱۱ قهرمانی- را داراست.
تیم با مربیگری جان وودن در ۱۲ فصل پیاپی موفق به کسب ۱۰ عنوان قهرمانی شد که ۷ عنوان را به صورت پیاپی از سال ۱۹۶۷ تا ۱۹۷۳ به دست آورد.
همچنین تیم بروینز در سال‌های ۱۹۶۴، ۱۹۶۷، ۱۹۷۲ و ۱۹۷۳ ۴ فصل بدون شکست را پشت‌سر گذاشت.

## وقایع مهم
- ۱۱ بار عنوان قهرمانی در جام قهرمانی بسکتبال دسته اول مردان ان‌سی‌ای‌ای
- ۷ مقام قهرمانی پیاپی ( از سال ۱۹۶۷-۱۹۷۳)
- ۱۲ بار حضور در بازی نهایی جام قهرمانی بسکتبال دسته اول مردان ان‌سی‌ای‌ای
- ۸۸ بازی بدون شکست در فصل معمول لیگ ان‌سی‌ای‌ای
- ۴ فصل کامل بدون شکست ( در ۱۹۶۴، ۱۹۶۷، ۱۹۷۲ و ۱۹۷۳ )

## بازیکنان شاخص
تیم یوسی‌ال‌ای بروینز بازیکنان بزرگی در تاریخ خود داشته که کریم عبدالجبار شاخص‌ترین بازیکن تاریخ باشگاه به حساب می‌آید.برخی دیگر از بازیکنان بزرگ در تاریخ باشگاه:
- بیل والتون (۲ قهرمانی در اتحادیه ملی بسکتبال و باارزشترین بازیکن فصل در سال ۱۹۷۸)
- رجی میلر (۵ بار حضور در مسابقه ستارگان ان‌بی‌ای)
- والت هزارد (۱ بار حضور در مسابقه ستارگان ان‌بی‌ای)
- جمال ویلکس (۴ باز قهرمانی در اتحادیه ملی بسکتبال، بهترین بازیکن تازه‌وارد در سال ۱۹۷۵ و ۳ بار حضور در مسابقه ستارگان ان‌بی‌ای)
- سیدنی ویکس (بهترین بازیکن تازه‌وارد در سال ۱۹۷۲ و ۴ بار حضور در مسابقه ستارگان ان‌بی‌ای و ۳ قهرمانی ان‌سی‌ای‌ای)
- راسل وستبروک (۳ بار حضور در مسابقه ستارگان ان‌بی‌ای)
- مارکوس جانسون (۵ بار حضور در مسابقه ستارگان ان‌بی‌ای)
- گیل گودریچ (۱ باز قهرمانی در اتحادیه ملی بسکتبال و ۳ بار حضور در مسابقه ستارگان ان‌بی‌ای)